# Aguarón
Aguarón é um município da Espanha na província de Saragoça, comunidade autónoma de Aragão. Tem 36,74 km² de área e em 2021 tinha 616 habitantes (densidade: 16,8 hab./km²).

## Demografia
| Variação demográfica do município entre 1991 e 2004 | Variação demográfica do município entre 1991 e 2004 | Variação demográfica do município entre 1991 e 2004 | Variação demográfica do município entre 1991 e 2004 |
| --------------------------------------------------- | --------------------------------------------------- | --------------------------------------------------- | --------------------------------------------------- |
| 1991                                                | 1996                                                | 2001                                                | 2004                                                |
| 759                                                 | 746                                                 | 751                                                 | 776                                                 |